# Bayerischer MCi
Der Akkumulatortriebwagen der Gattung MCi der Bayerischen Staatsbahn wurde 1901 als Versuchswagen aus einem Durchgangswagen der 3. Klasse mit offenen Übergängen aus dem Jahr 1887 umgebaut.

## Geschichte
Der 1887 gebaute Personenwagen erhielt 1901 an beiden Wagenenden Führerstände, die Akkumulatoren wurden unter dem Wagenboden installiert. Der Triebwagen wurde auf der Bahnstrecke Augsburg–Haunstetten der Augsburger Localbahn eingesetzt. 1907 wurde er abgestellt. Im Jahr 1912 erfolgte der Umbau zu einem Turmtriebwagen.

## Konstruktive Merkmale
Als Basis des Triebwagens diente ein umgebauter Hauptbahn-Durchgangswagen. Die Akkumulatoren wurden unter den Sitzbänken und in einem Kasten unter dem Wagenboden eingebaut. Die Entlüftung der Batterien erfolgte durch statische Lüfter (Staurohre) in den Seitenwänden. Durch das hohe Gewicht der Blei-Akkumulatoren war die Nutzmasse stark eingeschränkt.
Die Achsen waren fest im Rahmen gelagert und mit darüber liegenden Blattfedern am Rahmen abgestützt.
Die Kraftübertragung erfolgte je Achse durch einen Gleichspannungs-Reihenschlussmotor mit Wendepolen und einem Tatzlagerantrieb mit gerader Verzahnung.
An beiden Fahrzeugenden befanden sich Spindelbremsen.